# Wereldvoetballer van het jaar 1997

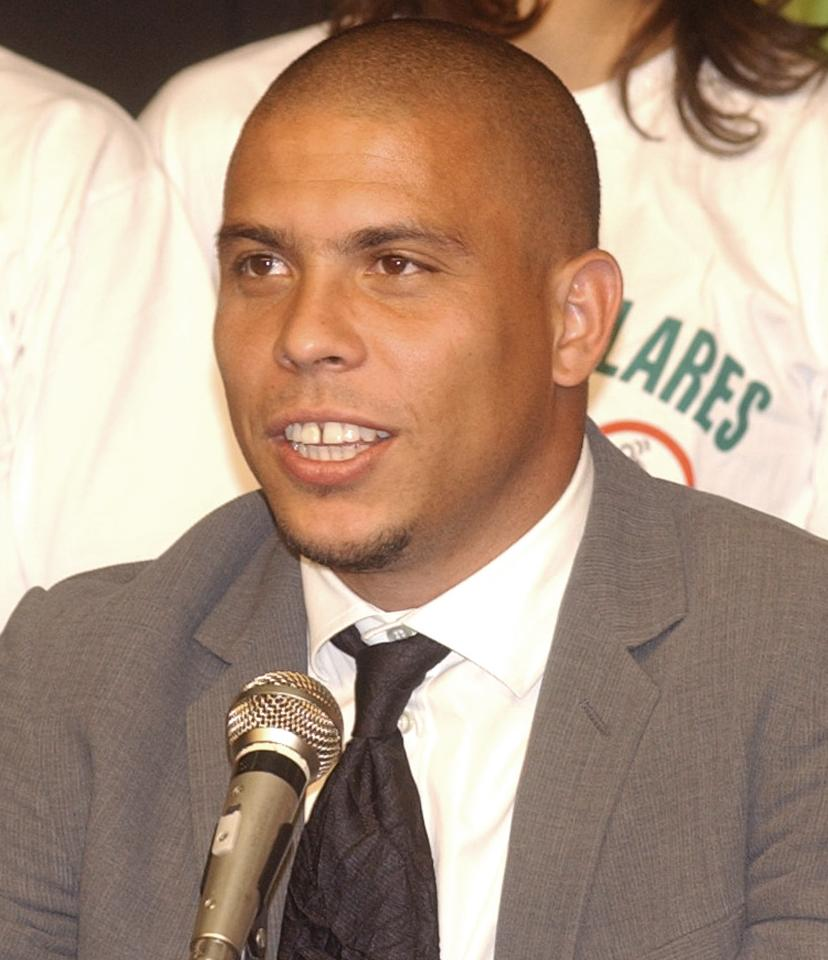
Ronaldo prolongeerde in 1997 zijn titel.

In 1997 werd Ronaldo door de FIFA verkozen tot Wereldvoetballer van het jaar. Hij prolongeerde hiermee zijn titel.

## Resultaten
| #  | Speler               | Club                           | Punten |
| -- | -------------------- | ------------------------------ | ------ |
| 1  | Ronaldo              | FC Barcelona → Internazionale  | 480    |
| 2  | Roberto Carlos       | Real Madrid                    | 85     |
| 3  | Dennis Bergkamp      | Arsenal                        | 62     |
|    | Zinédine Zidane      | Juventus                       | 62     |
| 5  | Raúl                 | Real Madrid                    | 51     |
| 6  | Alessandro Del Piero | Juventus                       | 27     |
| 7  | Davor Šuker          | Real Madrid                    | 20     |
| 8  | Gabriel Batistuta    | Fiorentina                     | 16     |
|    | Alan Shearer         | Newcastle United               | 16     |
| 10 | Leonardo             | Paris Saint-Germain → AC Milan | 14     |
|    | Peter Schmeichel     | Manchester United              | 14     |

## Referentie
- World Player of the Year - Top 10

1991 · 1992 · 1993 · 1994 · 1995 · 1996 · 1997 · 1998 · 1999 · 2000 · 2001 · 2002 · 2003 · 2004 · 2005 · 2006 · 2007 · 2008 · 2009